# تپه کوله گیر
تپه کوله گیر در شهرستان قزوین، بخش مرکزی، روستای اردبیلک واقع شده و این اثر در تاریخ ۲۵ خرداد ۱۳۸۱ با شمارهٔ ثبت ۵۷۲۴ به‌عنوان یکی از آثار ملی ایران به ثبت رسیده است.